# Église Saint Lawrence
L'église anglicane Saint Lawrence est un site historique provincial du Nouveau-Brunswick, situé à Bouctouche.